# Znojmo
Znojmo (germană Znaim) este reședința districtului Znojmo din regiunea Moravia de Sud din Cehia. Orașul avea în 2005, 35 791 de locuitori și se află în apropiere de granița cu Austria Inferioară.
Se află lângă Gránický potok[*], Leska[*] și Thaya, la o altitudine de 290 m deasupra nivelului mării. Are o suprafață de 65,896743 km². Populația este de 34.172 locuitori, determinată în 1 ianuarie 2025, pe criteriul de domiciliu.

## Orașe înfrățite–orașe gemene
Este înfrățit cu:

Strzegom
Povo[*]
Pontassieve
Harderwijk
Nové Zámky
Retz[*]
Ružinov[*]
Torgau
Trento  